# Mitropacup 1977
De Mitropacup 1977 was de 37e editie van deze internationale beker en voorloper van de huidige Europacups.
De opzet van de Mitropacup was weer gewijzigd ten opzichte van de voorgaande jaren. De maar vier deelnemende clubs uit Italië, Hongarije, Joegoslavië en Tsjechoslowakije speelden alleen een volledige competitie en er volgde geen finale meer op deze wedstrijden reeks.
 Wedstrijden 
| Club               | Land                 | Uitslagen | Land               | Club            |
| ------------------ | -------------------- | --------- | ------------------ | --------------- |
| Vojvodina Novi Sad | Vlag van Joegoslavië | 2-3 , 2-2 | Vlag van Hongarije | Vasas Boedapest |
| Vojvodina Novi Sad | Vlag van Joegoslavië | 0-0 , 4-2 | Vlag van Italië    | AC Fiorentina   |
| Vojvodina Novi Sad | Vlag van Joegoslavië | 2-1 , 0-0 | Vlag van Tsjechië  | Sparta Praag    |
| Vasas Boedapest    | Vlag van Hongarije   | 1-0 , 1-2 | Vlag van Italië    | AC Fiorentina   |
| Vasas Boedapest    | Vlag van Hongarije   | 0-2 , 2-0 | Vlag van Tsjechië  | Sparta Praag    |
| AC Fiorentina      | Vlag van Italië      | 3-0 , 0-2 | Vlag van Tsjechië  | Sparta Praag    |

 Klassement 
| Plaats | Club               | W : w - g - v | Punten | Doelsaldo |
| ------ | ------------------ | ------------- | ------ | --------- |
| 1      | Vojvodina Novi Sad | 6 : 2 - 3 - 1 | 7      | 10 - 8    |
| 2      | Vasas Boedapest    | 6 : 3 - 1 - 2 | 7      | 9 - 8     |
| 3      | AC Fiorentina      | 6 : 2 - 1 - 3 | 5      | 7 - 8     |
| 4      | Sparta Praag       | 6 : 2 - 1 - 3 | 5      | 5 - 7     |

1927 · 1928 · 1929 · 1930 · 1931 · 1932 · 1933 · 1934 · 1935 · 1936 · 1937 · 1938 · 1939 · 1940 · 1951 · 1955 · 1956 · 1957 · 1958 · 1959 · 1960 · 1961 · 1962 · 1963 · 1964 · 1965 · 1966 · 1967 · 1968 · 1969 · 1970 · 1971 · 1972 · 1973 · 1974 · 1975 · 1976 · 1977 · 1978 · 1980 · 1981 · 1982 · 1983 · 1984 · 1985 · 1986 · 1987 · 1988 · 1989 · 1990 · 1991 · 1992